# Tomás de Larraspuru y Churruca
Tomás de Larraspuru y Churruca (Azcoitia 1582-1632)  fue un marino y militar español ascendido por méritos propios desde soldado a Capitán General de la Carrera de Indias.
Sus hechos más destacables fueron   la rendición en 1603  de la nave capitana de una escuadra anglo-holandesa resultando herido en el abordaje y en 1628 hizo un brillante desembarco para librar el puerto de La Mamora (Marruecos). del cerco que le tenían puesto los africanos a los cuales atacó por tierra y mar.
Se especializó en la persecución de bucaneros y corsarios en la ruta de Indias y como constructor de galeones en La Habana.

## Biografía
Nació en Azpeitia en el año 1582 y en 1598 se alistó  como soldado en el Milanesado durante tres años.

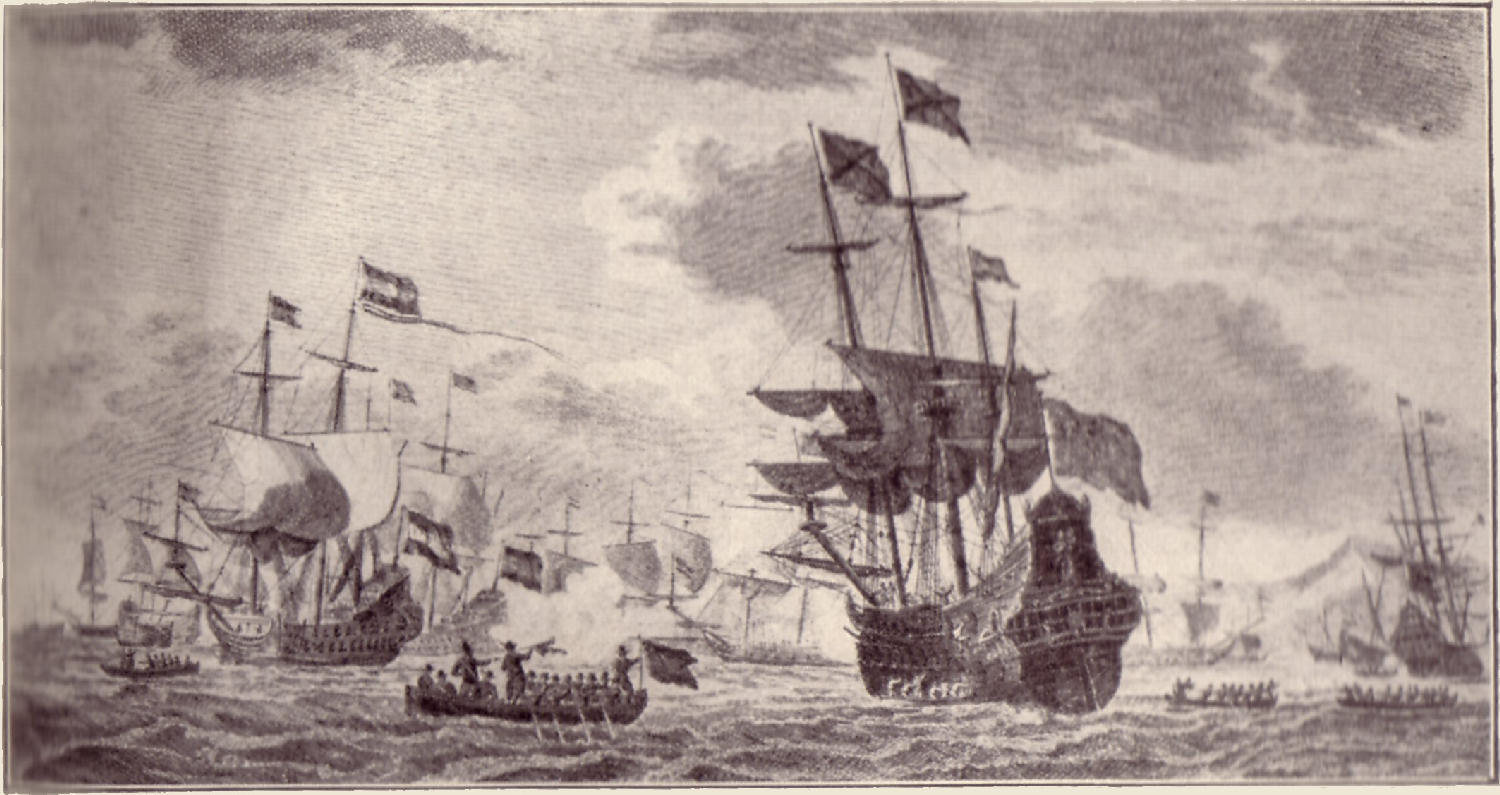
Batalla en la Carrera de Indias

Su carrera naval comenzó en 1602  en la Armada  de cabo de escuadra y sargento, cargos que desempeñó en diversos viajes a Indias. El día 6 de mayo de 1603, embarcado en el galeón Delfín, perteneciente a la armada de Luis de Silva, en su paso de Sevilla a Lisboa se enfrentó con seis buques ingleses y holandeses, en el que el buque español abordó e hizo capitular a la nave capitana enemiga, y en la refriega Larraspuru recibió una grave herida de bala en la pierna derecha.
En 1607  fue reconocido como capitán de galeones, con el que siguió navegando en la Carrera de Indias. En 1608 ejerció de almirante en la armada que se envió a Nueva España.
En 1612 y 1613 era ya almirante de la Flota de Nueva España y en 1616  realizó el primer viaje como general de la Armada de la Guarda, siendo también armador propietario.
En los siguientes años se especializó en la persecución de bucaneros y corsarios en la ruta de Indias. Reunió en 1624 una armada, en la que sirvió el famoso Alonso de Contreras, para contrarrestar una expedición inglesa contra España que fue abortada antes de llegar.
En 1628 hizo un brillante desembarco, para librar el puerto de La Mamora  del cerco que le tenían puesto los africanos, a los cuales atacó por tierra y mar haciéndose dueño del puerto y su entorno.
Falleció en Azcoítia en 1632